# Fannie Quigley House
La Fannie Quigley House est une maison américaine située à Kantishna, dans le borough de Denali, en Alaska. Protégée au sein des parc national et réserve du Denali, elle est inscrite au Registre national des lieux historiques depuis le 13 décembre 2019.